# Cóc bà mụ Bética
Cóc bà mụ Bética (Alytes dickhilleni) là một loài cóc trong chi Cóc bà mụ thuộc họ cùng tên. Nó là loài đặc hữu của Tây Ban Nha. Các môi trường sống tự nhiên của chúng là các khu rừng ôn đới, đầm nước ngọt, đầm nước ngọt có nước theo mùa, vùng đồng cỏ, ao hồ, và ao nuôi trồng thủy sản. Nó là loài đang bị đe dọa tuyệt chủng do mất môi trường sống.

## Hình ảnh

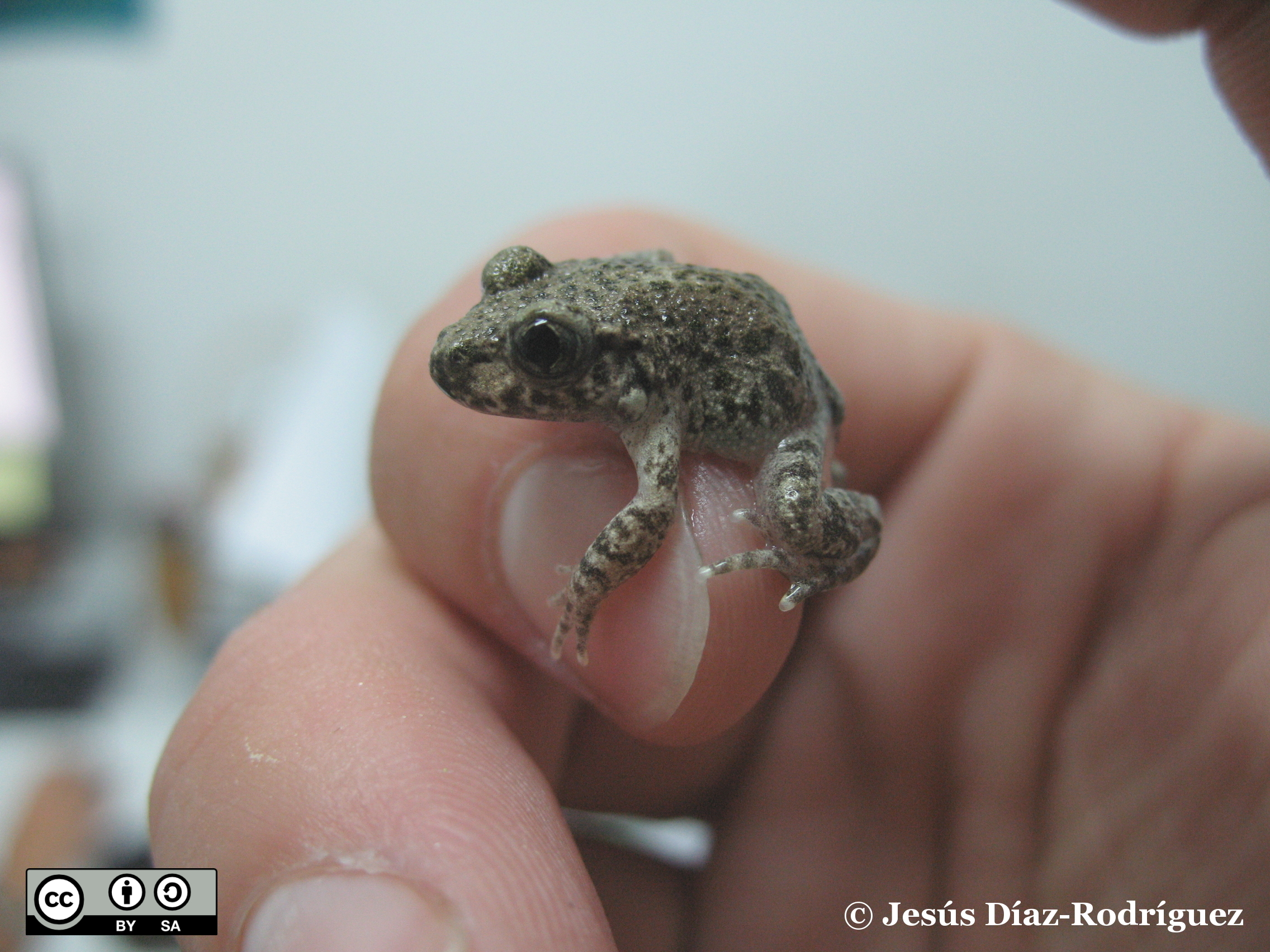
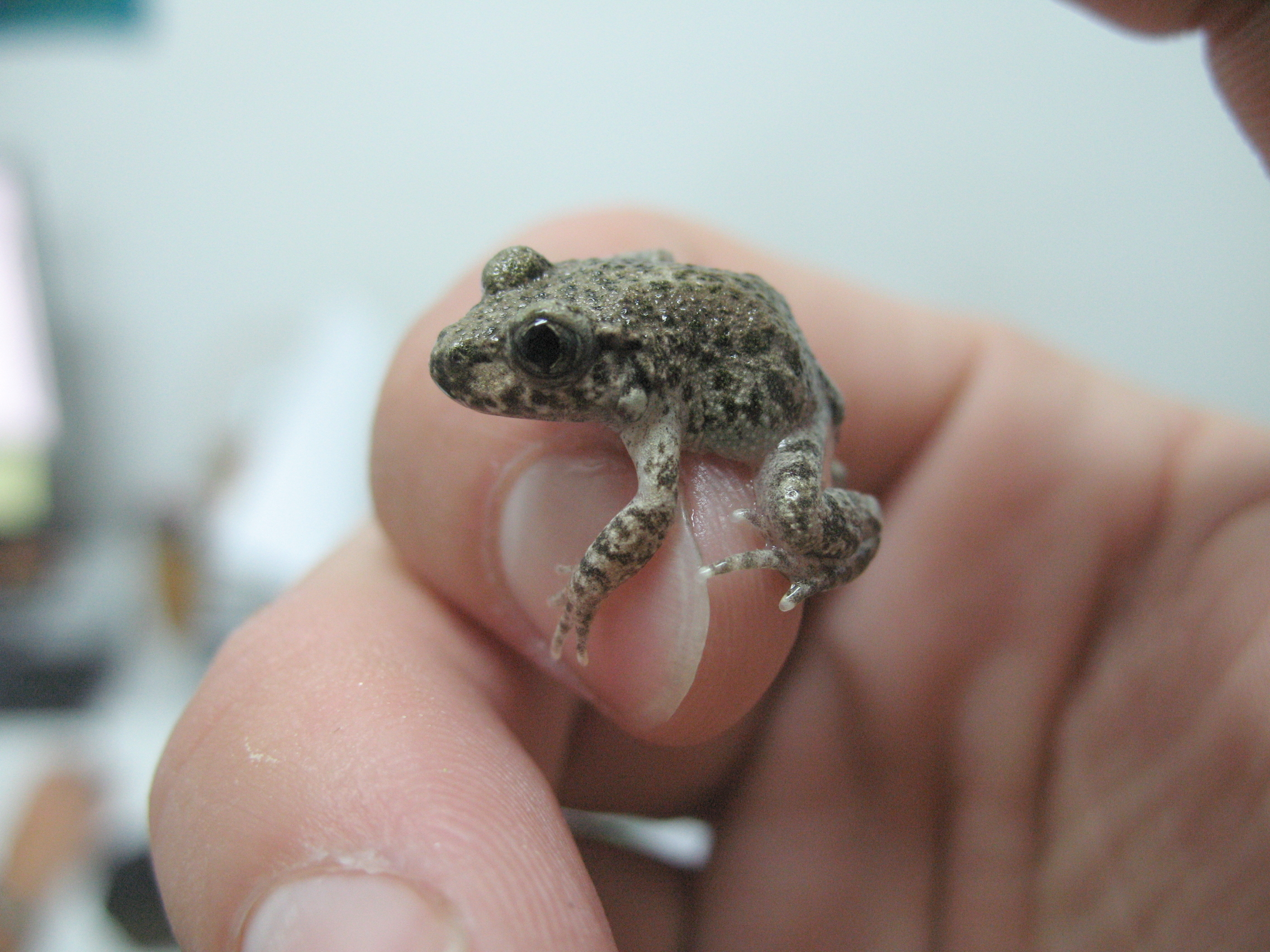
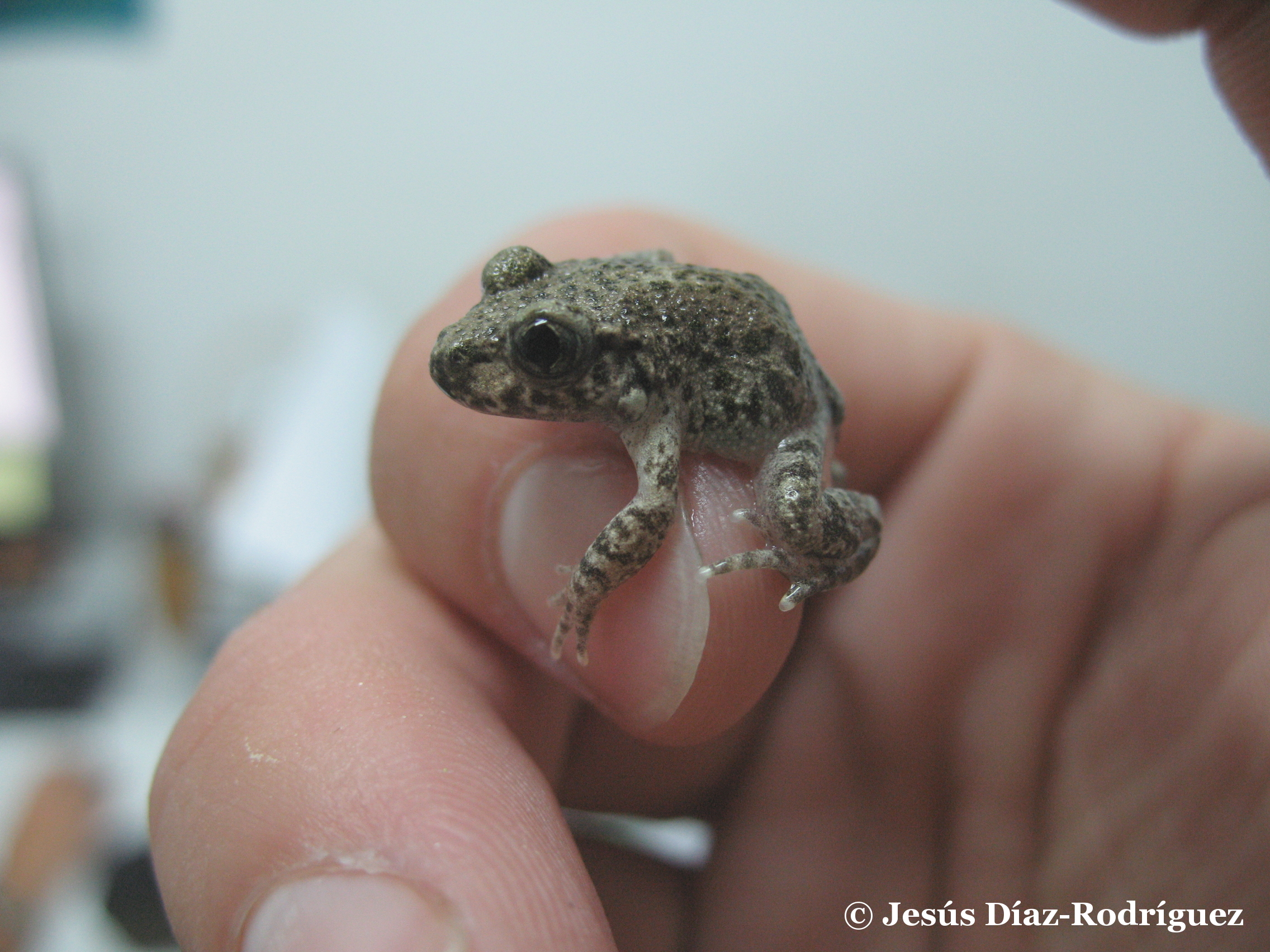